# ライシオ
ライシオ（Raisio [ˈrɑi̯sio]、スウェーデン語: Reso）はフィンランド、南西スオミ県の自治体。トゥルク郡に属する。トゥルクの北西に隣接し、トゥルク都市圏を形成する。

## 概要
ライシオが歴史に登場してくるのは1292年である。その後長く農業地帯で、1974年にようやく市制を敷いた。世界的に有名な食品メーカーライシオグループの発展とともに町も発展した。
ライシオの名はここを流れるライシオ川に由来し、これは湿地・湿原を意味するRaisajokiが語源であり、エストニア語の泥炭地raisnikに由来する。
トゥルク都市圏で最大のショッピングセンターミュッリュが立地している。

## ライシオ出身の人物
- ニルス＝エリック・フォウグステッド（英語版） - 指揮者、作曲家

## 姉妹都市
- キンギセップ（ロシア）
- シグトゥーナ（スウェーデン）
- チョングラード（ハンガリー）
- エルムショルン（英語版）（ドイツ）